# Kim Hwa-Soo
Kim Hwa-Soo (20 de diciembre de 1976) es una deportista surcoreana que compitió en judo. Ganó dos medallas de bronce en los Juegos Asiáticos en los años 1998 y 2002, y una medalla de bronce en el Campeonato Asiático de Judo de 1999.

## Palmarés internacional
| Juegos Asiáticos    | Juegos Asiáticos      | Juegos Asiáticos  | Juegos Asiáticos |
| Año                 | Lugar                 | Medalla           | Categoría        |
| ------------------- | --------------------- | ----------------- | ---------------- |
| 1998                | Bangkok (Tailandia)   | Medalla de bronce | –63 kg           |
| 2002                | Busan (Corea del Sur) | Medalla de bronce | –57 kg           |
| Campeonato Asiático |                       |                   |                  |
| Año                 | Lugar                 | Medalla           | Categoría        |
| 1999                | Wenzhou (China)       | Medalla de bronce | –63 kg           |